# Wilfred (US-amerikanische Fernsehserie)
Wilfred ist eine US-amerikanische Fernsehserie, die am 23. Juni 2011 Premiere feierte. Sie basiert auf der gleichnamigen australischen SBS-One-Serie. Die Hauptrolle Ryan wird von Elijah Wood gespielt und der Miterfinder Jason Gann ist wie im Original der titelgebende Hund Wilfred. Die Serie wurde von Produzent David Zuckerman im Auftrag von FX Network adaptiert und startete am 23. Juni 2011 bei FX. In Deutschland wurde die Serie zuerst auf dem Pay-TV-Sender ProSieben Fun ausgestrahlt. Die Ausstrahlung im deutschen Free-TV erfolgte seit Juni 2013 auf ProSieben.
Die Ausstrahlung im Spätabendprogramm wurde 2014 wegen schlechter Einschaltquoten abgebrochen. Im Jahr 2016 wurden die bereits gezeigten Folgen im Nachtprogramm wiederholt und anschließend die restlichen Folgen ausgestrahlt.

## Handlung
Wilfred handelt von dem jungen Mann Ryan und dem Hund seiner Nachbarin. Zu Beginn ist Ryan selbstmordgefährdet und versucht sich in der ersten Folge umzubringen. Ryans Nachbarin Jenna bittet ihn kurz darauf, sich um ihren Hund für einen Tag zu kümmern. Ryan ist verblüfft, als er Wilfred als einen australischen Mann in einem Hundekostüm wahrnimmt, während alle anderen in Wilfred nur einen normalen Hund sehen.

## Figuren

### Hauptfiguren
- Ryan Newman, der depressive Protagonist der Serie. In seinem Beruf als Anwalt ist er gescheitert und stand kurz vor dem Suizid, bevor er Wilfred traf.
- Wilfred Fazio Mueller, Jennas sieben Jahre alter Hund. Er beschützt seine Besitzerin und manipuliert Ryan, für den er zum Mentor wird. Er raucht Zigaretten und Marihuana, trinkt Bier, isst Junkfood und ist anfällig für weitere Laster. Während Ryan und die Zuschauer Wilfred als einen Mann in einem Hundekostüm sehen, sehen alle anderen ihn als einen normalen Hund.
- Jenna Mueller, Ryans attraktive Nachbarin und Wilfreds Besitzerin
- Kristen Newman, Ryans ältere und kontrollierende Schwester

### Nebenfiguren
- Spencer, der unfreundliche und laute Nachbar
- Drew, Jennas anstößiger Freund, den Wilfred nicht mag
- Lisa, die das lokale Hospiz leitet
- Nick, Jennas alter Freund

### Gastfiguren
- Ed Helms als Darryl, der angeblich Wilfred gequält haben soll
- Robin Williams als Dr. Eddy, Arzt in der Psychiatrie

## Produktion

### Entstehung
Wilfred basiert auf der von Kritikern gelobten australischen Fernsehserie mit demselben Namen und wurde in FXs Auftrag von Family-Guy-Produzenten David Zuckerman adaptiert und zudem von FX Productions produziert. Executive Producer sind Zuckerman, Rich und Paul Frank, Jeff Kwatinetz und Joe und Ken Connor von der ursprünglichen australischen Serie. Wilfred Miterfinder Jason Gann und Randall Einhorn dienen als Co-Executive Producers. Einhorn führte bei zehn Episoden der ersten Staffel Regie und Victor Nelli, Jr. bei drei. Der Pilotfilm wurde im Sommer 2010 gedreht, von Zuckerman geschrieben, unter der Regie von Einhorn.
Im Vergleich zur australischen Version – welche gleichermaßen Wilfred, seine Besitzerin und ihren Freund im Fokus hatte – wird die amerikanische Version als Buddy-Comedy zwischen Wilfred und Ryan präsentiert. Nach guten Einschaltquoten wurde die Serie für eine dritte Staffel verlängert, deren Ausstrahlung vom 20. Juni bis zum 20. September 2013 bei FX zu sehen war. Die Ausstrahlung der vierten und letzten Staffel erfolgte vom 25. Juni bis zum 13. August 2014 auf dem US-amerikanischen Kabelsender FXX.

### Casting
Das Casting von Elijah Wood als Ryan wurde am 29. Juni 2010 bekanntgegeben. Ryan wird beschrieben als „ein introvertierter und aufgewühlter junger Mann, der erfolglos ringt, um seinen Weg in der Welt zu finden, bis er eine besondere Freundschaft mit Wilfred, dem Hund der Nachbarin, schließt.“ Der Miterfinder der Serie, Jason Gann, spielt wieder die Rolle des titelgebenden Hundes Wilfred, ein Charakter der von Zuckerman als ein Mischlingshund aus „Labrador Retriever und Russell Crowe bei einem Besäufnis“ beschrieben wird. Fiona Gubelmann spielt Jenna, Wilfreds Besitzerin und Ryans Nachbarin, die als lokale Nachrichtenproduzentin arbeitet. Zudem wurde Dorian Brown als Kristen gecastet, Ryans kontrollierende und herablassende ältere Schwester.

## Besetzung und Synchronisation
Die deutsche Synchronisation entsteht nach einem Dialogbuch und unter der Dialogregie von Christoph Seeger durch die Synchronfirma Rainer Brandt Filmproductions GmbH in Berlin.

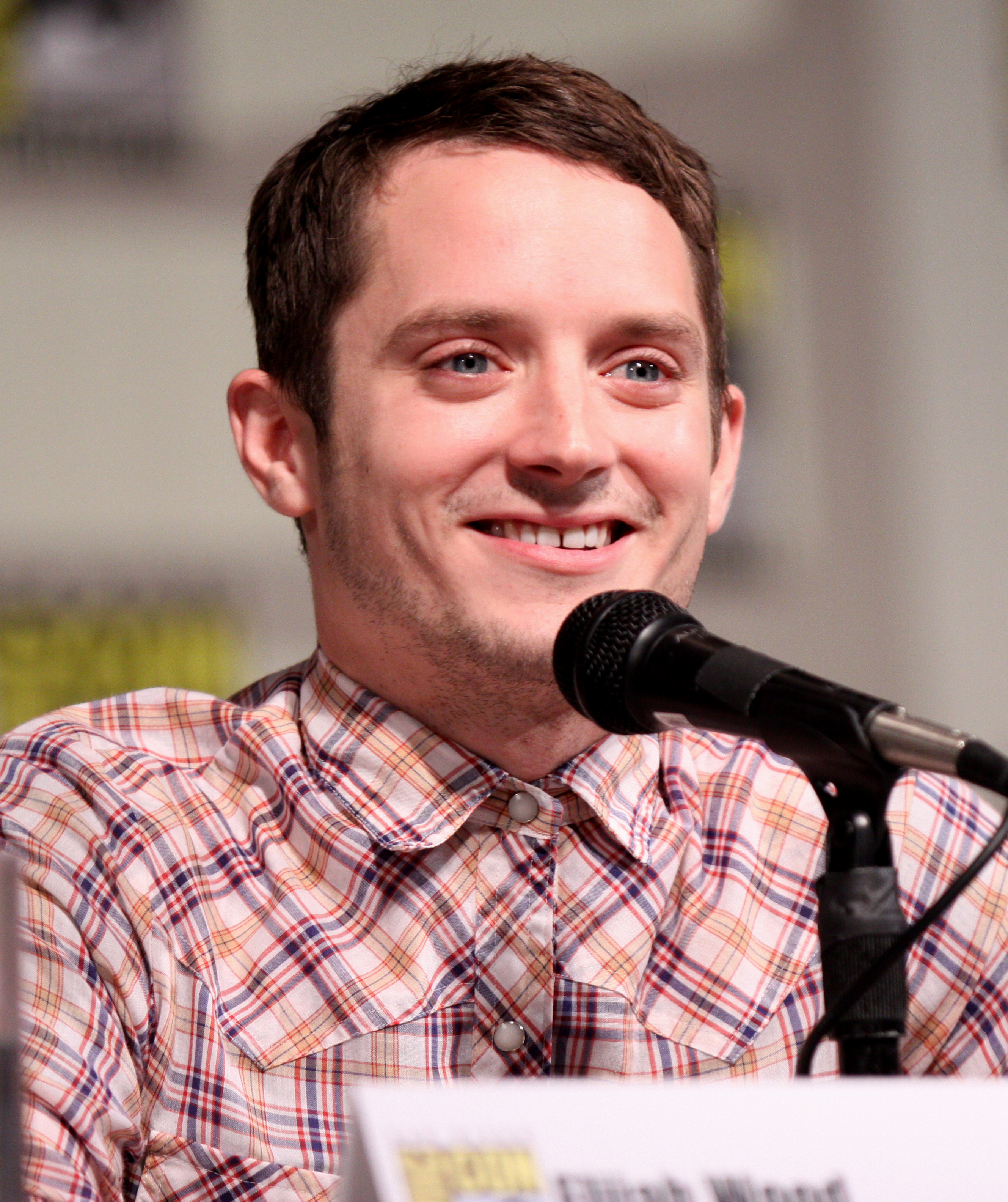
Elijah Wood (2011)
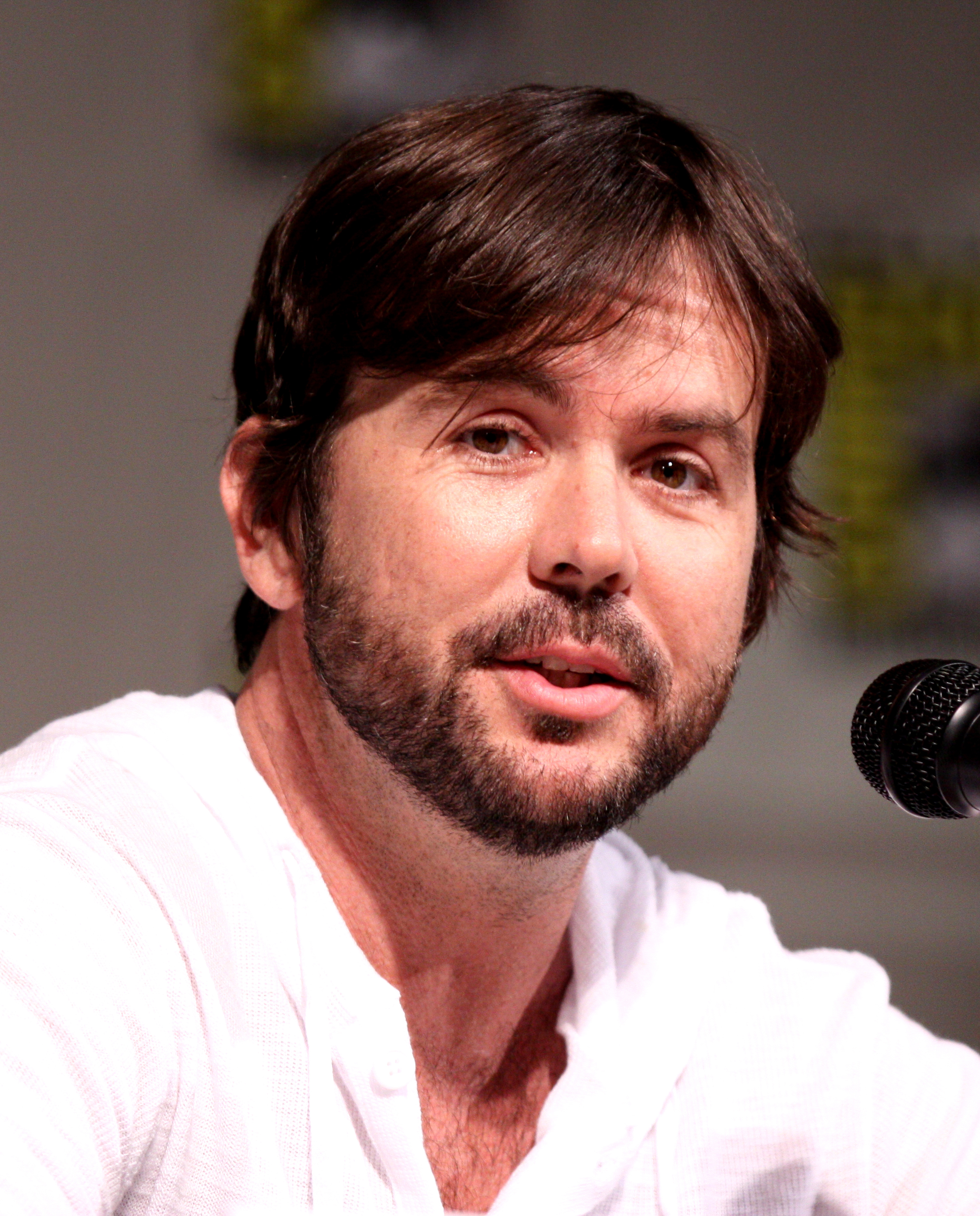
Jason Gann (2011)
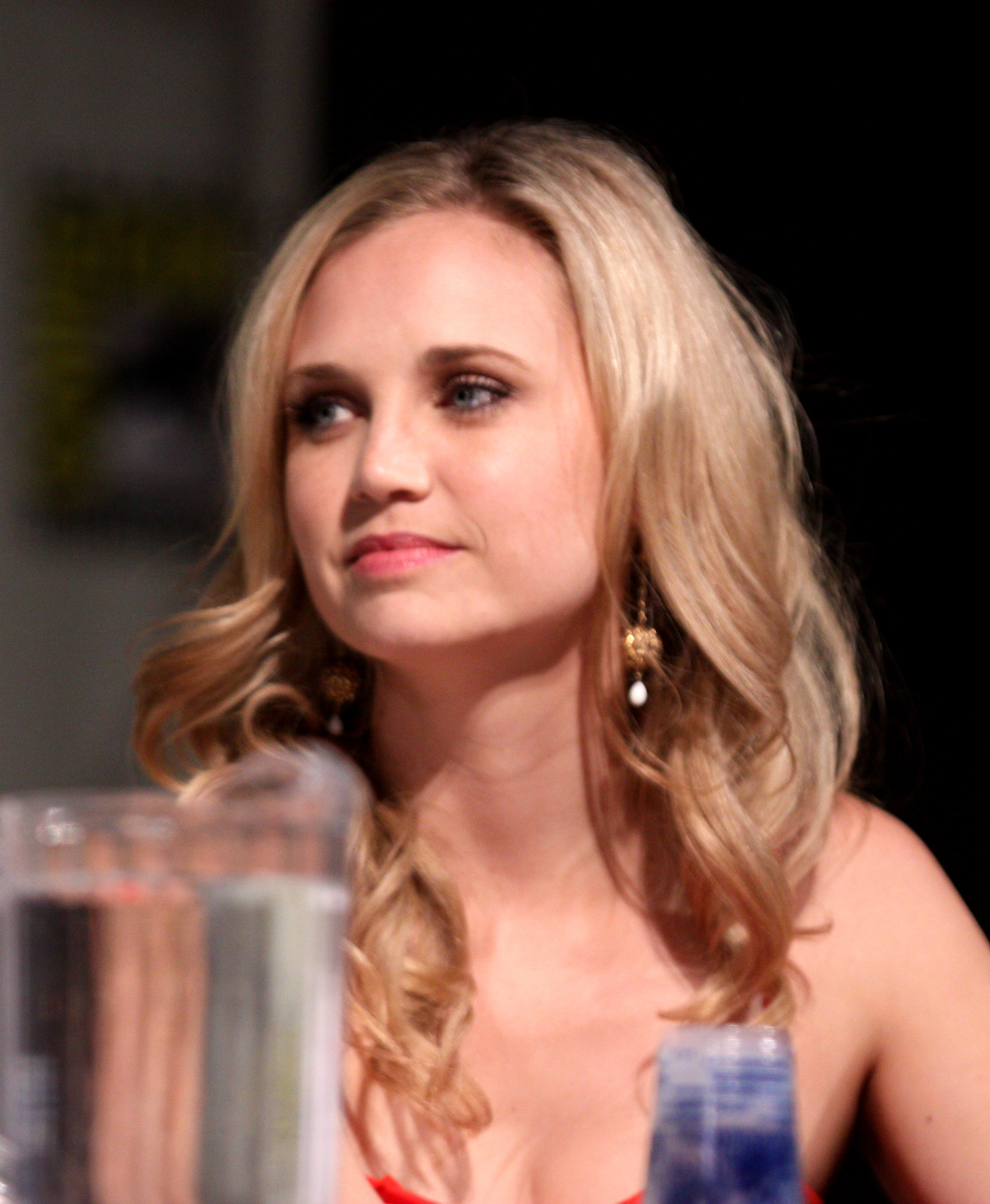
Fiona Gubelmann (2011)

| Rollenname            | Schauspieler/in  | Synchronsprecher/in |
| --------------------- | ---------------- | ------------------- |
| Ryan Newman           | Elijah Wood      | Timmo Niesner       |
| Wilfred Fazio Mueller | Jason Gann       | Tobias Müller       |
| Jenna Mueller         | Fiona Gubelmann  | Susanne Geier       |
| Kristen Newman        | Dorian Brown     | Antje von der Ahe   |
| Spencer               | Ethan Suplee     | Gerald Paradies     |
| Drew                  | Chris Klein      | Viktor Neumann      |
| Lisa                  | Rashida Jones    | Vera Teltz          |
| Nick                  | Charles Esten    |                     |
| Dr. Ramos             | Nestor Carbonell | Peter Flechtner     |

## Episodenliste
Am Anfang jeder Folge wird ein Zitat eingeblendet, welches sich auf den Originaltitel bezieht.

## Kritiken
Wilfred bekam durchschnittliche bis positive Kritiken und hat bei Metacritic einen Metascore von 67/100. David Wiegand vom San Francisco Chronicle schrieb: „Wilfred funktioniert auf vielen Ebenen, etwas, das sich erst herausstellt, nachdem man aufgehört hat zu lachen.“